# Chauliodites anisicus

Chauliodites anisicus  (лат.) — ископаемый вид насекомых из семейства Chaulioditidae (отряд Grylloblattida). Триасовый период (Vilsberg, Gres a Voltzia Formation, Aegean, возраст находки 242—247 млн лет), Франция (48.8° N, 7.2° E).

## Описание
Длина переднего крыла — 12,5 мм.  Сестринские таксоны: Chauliodites circumornatus, Ch. geniatus, Ch. issadensis, Ch. sennikovi, Ch. afonini, Ch. ponomarenkoi. Вид был впервые описан в 2011 году российским палеоэнтомологом Д. С. Аристовым (Палеонтологический институт РАН, Москва) по ископаемым отпечаткам.